# Eurema proterpia
Espèce
Eurema proterpia est une espèce d'insectes lépidoptères de la famille des Pieridae, de la sous-famille des Coliadinae et du genre Eurema.

## Dénomination
Eurema proterpia a été décrit par Johan Christian Fabricius en 1775 sous le nom initial de Papilio proterpia.
Synonyme : Terias gundlachia Poey, 1851 ; Terias longicauda Bates, 1864 ; Eurema gundlachia morleyi Coxeý, 1932.

### Nom vernaculaire
Eurema proterpia se nomme Tailed Orange ou Little Jaune en anglais.

## Description
Eurema proterpia d'une envergure de 45 mm à 57 mm présente deux formes suivant la saison et deux formes suivant le sexe.
Sur le dessus les ailes sont orange veinées ou non de marron suivant des saisons, bordées de marron sur le bord costal et le bord externe des ailes antérieures, parfois aussi sur les ailes postérieures qui sont orange et forment une pointe dans la forme de la saison sèche.
Le revers est jaune orangé.

## Biologie
L'imago vole toute l'année en zone tropicale, d'août à novembre au Texas.

### Plantes hôtes
Les plantes hôtes de sa chenille sont des Desmodium, Prosopis et Cassia au Texas,.

## Écologie et distribution
Eurema proterpia est présent au Mexique, à Cuba, à la Jamaïque, aux Antilles, au Guatemala, en Colombie, en Équateur et au Pérou,. Aux États-Unis il est présent au Texas, au Nouveau-Mexique, en Arizona, rarement rencontré plus au nord, par exemple au Kanzas.

### Biotope
Il réside dans diverses zones de prairies, en bordures de forêts et en zones arides.

### Protection
Pas de statut de protection particulier.